# Janowy Potok
Janowy Potok – potok, prawy dopływ Koperszadzkiego Potoku w słowackich Tatrach Bielskich. Spływa dnem Janowego Żlebu z południowo-zachodnich stoków Hawrania do dna Doliny Zadnich Koperszadów. 
Potok ma stale wodę tylko w dolnej części żlebu, od wysokości około 1480 m do ujścia. Powyżej woda spływa nim tylko okresowo. Dnem potoku zimą schodzą lawiny, wskutek czego od samego ujścia aż po górną część stoków Hawrania pozbawione jest ono drzew i kosodrzewiny. W dolnej części dna koryta występują tylko niewielkie młodniki, systematycznie niszczone przez lawiny.
Szlak turystyczny wiodący Doliną Zadnich Koperszadów przechodzi tuż obok ujścia Janowego Potoku, ale w tym miejscu przeciwległym, lewym brzegiem Koperszadzkiego Potoku. Ujście Janowego Potoku znajduje się w lesie.